# Lau Wai Cheng
Lau Wai Cheng (* 3. Juni 1967) ist eine malaysische Tischtennisspielerin. Sie nahm an den Olympischen Spielen 1988 teil.

## Werdegang
1987 gewann Lau Wai Cheng Gold bei den Südost-Asienspielen im Doppel mit Leong Mee Wan.
Sie trat bei den Olympischen Spielen 1988 in Seoul im Einzel- und im Doppelwettbewerb an. Im Einzel gelang ein Sieg bei vier Niederlagen. Damit kam sie auf Platz 33. Im Doppel mit Leong Mee Wan blieb sie sieglos und verlor sechsmal, womit sie auf Platz 13 landete. 

## Spielergebnisse bei den Olympischen Spielen
- Olympische Spiele 1988 Einzel in Vorgruppe D[2]
  - Siege: Patricia Offel (Ghana)
  - Niederlagen: Mok Ka Sha (Hongkong), Kiyomi Ishida (Japan), Kerri Tepper (Australien), Li Huifen (China)
- Olympische Spiele 1988 Doppel mit Leong Mee Wan in Vorgruppe B[3]
  - Siege: -
  - Niederlagen: Marie Hrachová/Renata Kasalová (Tschechoslowakei), Bettine Vriesekoop/Mirjam Kloppenburg (Niederlande), Kiyomi Ishida/Mika Hoshino (Japan), Katja Nolten/Olga Nemes (Bundesrepublik Deutschland), Diana Gee/Insook Bhushan (USA), Chen Jing/Jiao Zhimin (China)

## Turnierergebnisse
| Verband | Veranstaltung           | Jahr | Ort       | Land | Einzel         | Doppel         | Mixed | Team |
| ------- | ----------------------- | ---- | --------- | ---- | -------------- | -------------- | ----- | ---- |
| MAS     | Asian Championship ATTU | 1988 | Niigata   | JPN  |                | QF             |       |      |
| MAS     | Olympic Games           | 1988 | Seoul     | KOR  | Lost 1st stage | Lost 1st stage |       |      |
| MAS     | South East Asian Games  | 1987 | Jakarta   | INA  |                | Winner         |       |      |
| MAS     | World Championship      | 1989 | Dortmund  | FRG  | Qual           | Rd of 64       | Qual  | 30   |
| MAS     | World Championship      | 1987 | New Delhi | IND  | Rd of 128      | Rd of 64       | Qual  | 24   |